# 罗马大奖

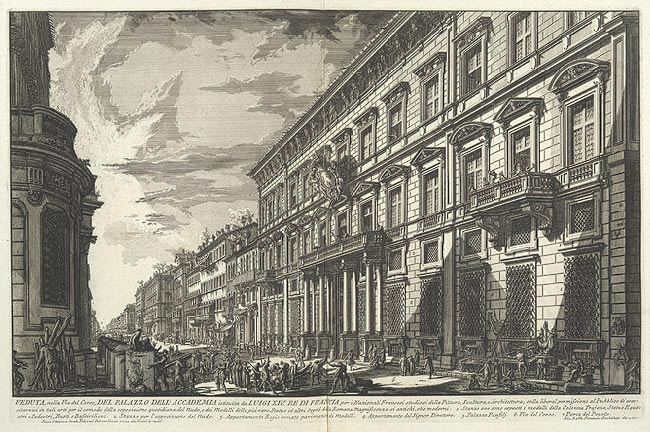
曼奇尼·科索宮（Palazzo Mancini）

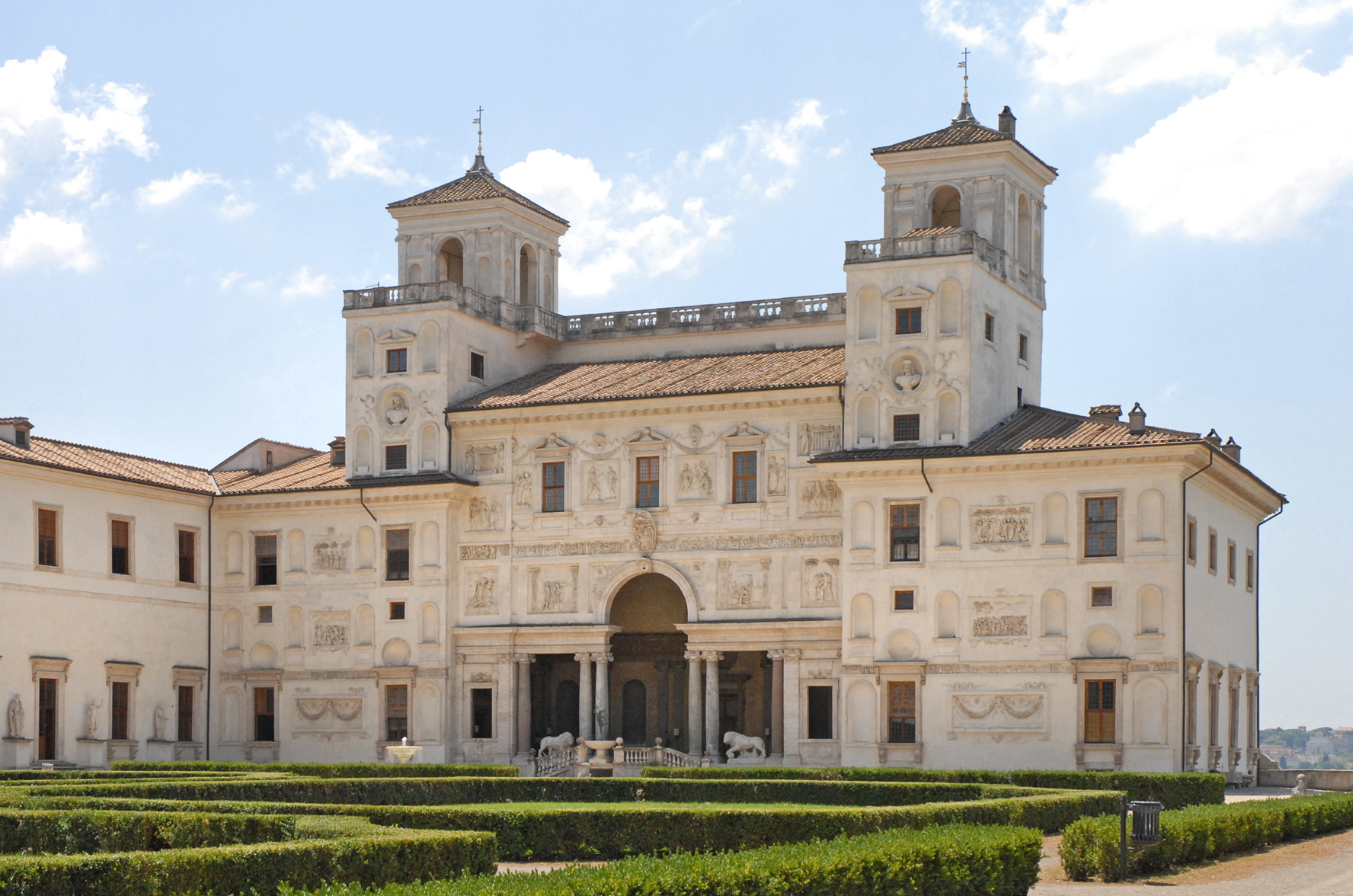
美第奇别墅

罗马大奖（法語：Prix de Rome）是著名的法国国家艺术奖学金，旨在提高法国的艺术水準。

## 历史
1663年，路易十四在位期间创立了罗马大奖。该奖当时由法国王家绘画和雕塑学院在其学员中经过严格选拔而出，共有四个名额，分别给与绘画、雕塑、建筑和雕刻四个方面最杰出的参与者。获奖者将可以前往罗马，居住在著名的梅迪奇别墅中三年，并接受意大利著名艺术家的指导。如果学院领导认为有必要的话，留学时间还可以延长。获奖者在罗马期间的所有支出，由法国国王负担。
1803年起，增加了音乐方面的获奖者。同时，各艺术种类的获奖名额也增加到两名，第一名仍然可以在罗马留学三年，第二名则可以居留一个相对较短的时间。
1968年，法國文化部部長安德烈·馬爾羅进行了最后一次评选。此后，該部不定期的举行过一些选拔竞赛，获奖者可以前往罗马法国学院进行为期18个月左右的留学。

## 賽制

### 音樂
分為預賽及決賽，通過預賽後，晉級決賽者須以指定的歌詞完成一齣清唱劇，內容包括伴奏宣敘調（récitatif obligé）、乾燥宣敘調（récitatif simple）以及樂章詠嘆調（air de mouvement）等。決賽輪的審查包括音樂部門院士負責的預審，以及全體院士的最後決審。

## 著名获奖者名单

### 音乐
- 埃克托·白遼士，1830年
- 夏尔·古诺，1839年
- 乔治·比才，1857年
- 儒勒·马斯奈，1863年
- 阿希尔-克洛德·德布西，1884年
- 雅克·伊贝尔，1919年
- 亨利·杜替耶，1938年
- 傑哈·葛利榭（英语：Gérard Grisey）[3][4]